# Peștera Bolii
Peștera Bolii este o străpungere naturală accesibilă pe toata lungimea ei, una din puținele peșteri de acest fel din țară (ex. Peștera Cetatea Rădesei).

## Localizare
Peștera este situată în partea de nord orașului Petroșani, la 6km de acesta, pe drumul ce leagă Valea Jiului de Țara Hațegului, în locul unde se întâlnesc Munții Retezatului cu cei ai Sebeșului.

## Toponimie
Numele peșterii vine probabil de la familia Bolia care a avut încă din secolul XV-lea proprietăți de pământ și păduri în zonă. 

## Descriere
Peștera începe acolo unde Pârâul Jupâneasa se pierde în pachetul de calcarele jurasice printr-un portal spectaculos de 20 m la baza și 10 m înălțime. Galeria principală a peșterii este în general de mari dimensiuni, pe alocuri lărgindu-se în adevărate săli spațioase. Formațiunile de scurgere apar în locurile înalte și pe tavanul galeriei. Pe o lungime de 466 m galeria coboară doar -3 m. La ieșire din peștera pârâul poartă numele de Galbina.

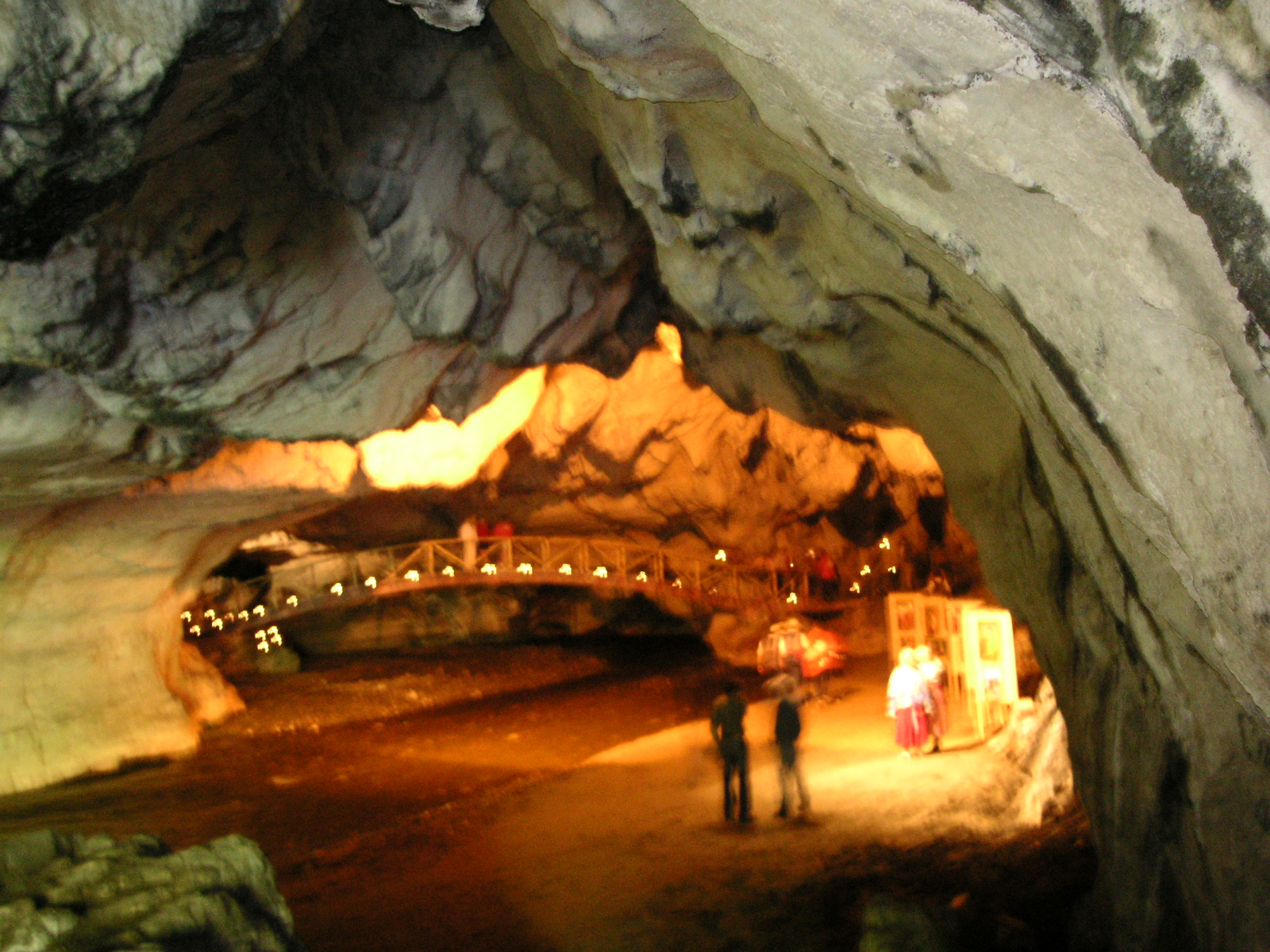
Eveniment in Peștera Bolii

## Condiții de vizitare
Prin anii ´60 peștera a fost amenajată cu poduri de trecere peste pârâu dar ele au fost distruse în timp. Peștera a fost abandonată până de curând când speologii locali de la Asociația PETRO-AQUA, au trecut la reamenajare. Au fost montate podețe care ușurează parcurgerea întregului gol subteran fără pericol.
Tarife : adulți 10 lei, pensionari și studenți 5 lei, elevi 2,50 lei
PROGRAMUL DE VARA  15 mai-15 septembrie  -       zilnic intre orele 9.30 - 18.00
PROGRAM DE IARNA     15 septembrie- 15 mai - luni- vineri intre orele 9.30-14.00
sambata-duminica 9.30-18.00

## Manifestări artistice
Încă din perioada interbelică în cea mai mare sală a peșterii au fost organizate concerte muzicale. Sala a fost denumită Sala de concert și dans ca urmare a acusticii deosebite de care a dat dovadă. În anul 2007 în ziua de 1 mai tot în spiritul tradiției s-au desfășurat manifestări artistice atât în interiorul peșterii cât și în afara ei.

## Biologie
Au fost identificate două specii de lilieci foarte rare.